# Henry Scott, 3:e hertig av Buccleuch
Henry Scott, 3:e hertig av Buccleuch och 5:e hertig av Queensberry, född 1746, död 1812, var en skotsk aristokrat och ämbetsman.
Han var son till Francis Scott, earl av Dalkeith och lady Caroline Campbell. 
Han var bland annat Governor of The Royal Bank of Scotland mellan 1777 och 1812 och President of The Royal Society of Edinburgh mellan 1783 och 1812 samt Lordlöjtnant of Midlothian mellan 1794 och 1812 och lordlöjtnant of Roxburghshire mellan 1804 och 1812. Han blev även riddare av Strumpebandsorden 1794.

## Familj
Henry Scott gifte sig 1767 med Lady Elizabeth Montagu (1743–1827), dotter till George Montagu, 1:e hertig av Montagu, med vilken han hade följande barn:
- Lady Elizabeth Scott (d. 1837) gift med Alexander Ramey-Home, 10:e earl av Home
- Lady Mary Scott (1769–1823) gift med James Georg Stopford, 3:e earl av Courtown
- Charles Montagu-Scott, 4:e hertig av Buccleuch (1772–1819)
- Lady Caroline Scott (1774–1854) gift med Charles Douglas, 6:e markis av Queensberry
- Lord Henry James Montagu-Scott, 2:e baron Montagu av Boughton (1776–1845), gift med Jane Margaret Douglas (1779–1859)
- Lady Harriet Scott (1780–1833) gift med William Kerr, 6:e markis av Lothian